# Сінт-Трейден (футбольний клуб)
«Сінт-Трейден» (фр. Sint-Truidense) — професійний бельгійський футбольний клуб з однойменного міста. Виступає у Лізі Жюпіле. Домашні матчі проводить на стадіоні «Стаєн», який вміщує 14 600 глядачів.

## Історія
Футбольний клуб «Сінт-Трейден» було утворено у 1924 році шляхом злиття місцевих команд «Юніон» та «Ґолдстар». Кольорами нового клубу, який отримав офіційну назву «Sint-Truidense Voetbal Vereeniging» стали кольори міста Сінт-Трейден. Відомо, що за першою грою «Сінт-Трейдена» проти «Серкль Тонгерен» спостерігало всього дев'ять глядачів. Починаючи з кінця 1930-х років головною зіркою команди вважався Поль Апельтан. 21 листопада 1948 року він став першим гравцем «Сінт-Трейдена», якого було викликано до національної збірної Бельгії. У кінці 1940-х клуб зміг пробитись до Другого футбольного дивізіону Бельгії, а також, у 1947-му, змінив назву на «Sint-Truidense Voetbalvereniging». У 1952 році команда посіла друге місце у другому дивізіоні і вийшла до Першого дивізіону. У 1959 році тренером команди став успішний фахівець Раймон Гуталс. Під його керівництвом «Сінт-Трейден» став срібним призером чемпіонату Бельгії у сезоні 1965–66.
У 2001 році головним тренером «Сінт-Трейдена» став колишній голкіпер клубу Джекі Матійссен. На цій посаді він пробув три сезони, доки не перейшов у «Шарлеруа». Йому на зміну прийшов Марк Вільмотс, який, тим не менш, був швидко звільнений. До кінця сезону команда догравала під керівництвом трьох спеціалістів: Гуя Мангельшотса, Едді Реймакерса та Пітера Воетса. В кінці сезону 2004–05 рада директорів призначила на посаду головного тренера Германа Вермелена колишнього наставника футбольного клубу «Остенде», проте його було звільнено 9 лютого 2006 року, через те, що команда застрягла на дні турнірної таблиці.

## Досягнення
- Чемпіонат Бельгії:
  - Срібний призер (1): 1965–66
- Кубок Бельгії:
  - Фіналіст (2): 1970–71, 2002–03
- Кубок бельгійської ліги:
  - Володар (1): 1998–99

## Склад команди
Станом на 2 червня 2021

| №  | Поз. | Нац.          | Гравець                                         |
| -- | ---- | ------------- | ----------------------------------------------- |
| 1  | ВР   | Бельгія       | Кенні Степпе                                    |
| 2  | ЗХ   | Японія        | Ко Матсубара                                    |
| 3  | ЗХ   | Бельгія       | Максиміліано Кауфриз                            |
| 4  | ЗХ   | Японія        | Даікі Хасіока (в оренді з «Урава Ред Даймондс») |
| 7  | НП   | Бельгія       | Іломбе Мбойо                                    |
| 8  | ЗХ   | Гвінея        | Ібраіма Сорі Санкгон                            |
| 9  | НП   | Японія        | Юма Сузукі                                      |
| 11 | НП   | Україна       | Олександр Філіппов                              |
| 12 | ПЗ   | Гана          | Самуель Асамоа                                  |
| 13 | ЗХ   | Нова Зеландія | Ліберато Какаче                                 |
| 16 | НП   | Бельгія       | Стів Де Ріддер (капітан)                        |
| 18 | НП   | Аргентина     | Факундо Колідіо (в оренді з «Інтера» (Мілан))   |
| 19 | ПЗ   | Бельгія       | Стан Ван Дессель                                |

| №  | Поз. | Нац.       | Гравець                                            |
| -- | ---- | ---------- | -------------------------------------------------- |
| 21 | ВР   | Японія     | Деніел Шмідт                                       |
| 22 | НП   | Бельгія    | Волке Янссенс                                      |
| 23 | НП   | Японія     | Іто Тацуя                                          |
| 24 | ПЗ   | Гвінея     | Морі Конате                                        |
| 26 | ЗХ   | Португалія | Жорже Тейшейра                                     |
| 27 | ЗХ   | Бельгія    | Дімітрі Лавалі (в оренді з «Майнц 05»)             |
| 30 | НП   | ДР Конго   | Нелсон Балонго                                     |
| 32 | ПЗ   | США        | Кріс Деркін                                        |
| 33 | ПЗ   | Бразилія   | Джонні Лукас                                       |
| 39 | ЗХ   | Ангола     | Джонатан Буату                                     |
| 40 | ЗХ   | Нігерія    | Жуніор Піус (в оренді з «Антверпена»)              |
| 44 | ПЗ   | Бельгія    | Крістіан Брюлс                                     |
| 77 | ЗХ   | Греція     | Георгіос Вагіаннідіс (в оренді з «Інтера» (Мілан)) |
| 90 | НП   | Гаїті      | Дюкенс Назон                                       |